# De Fryske Marren

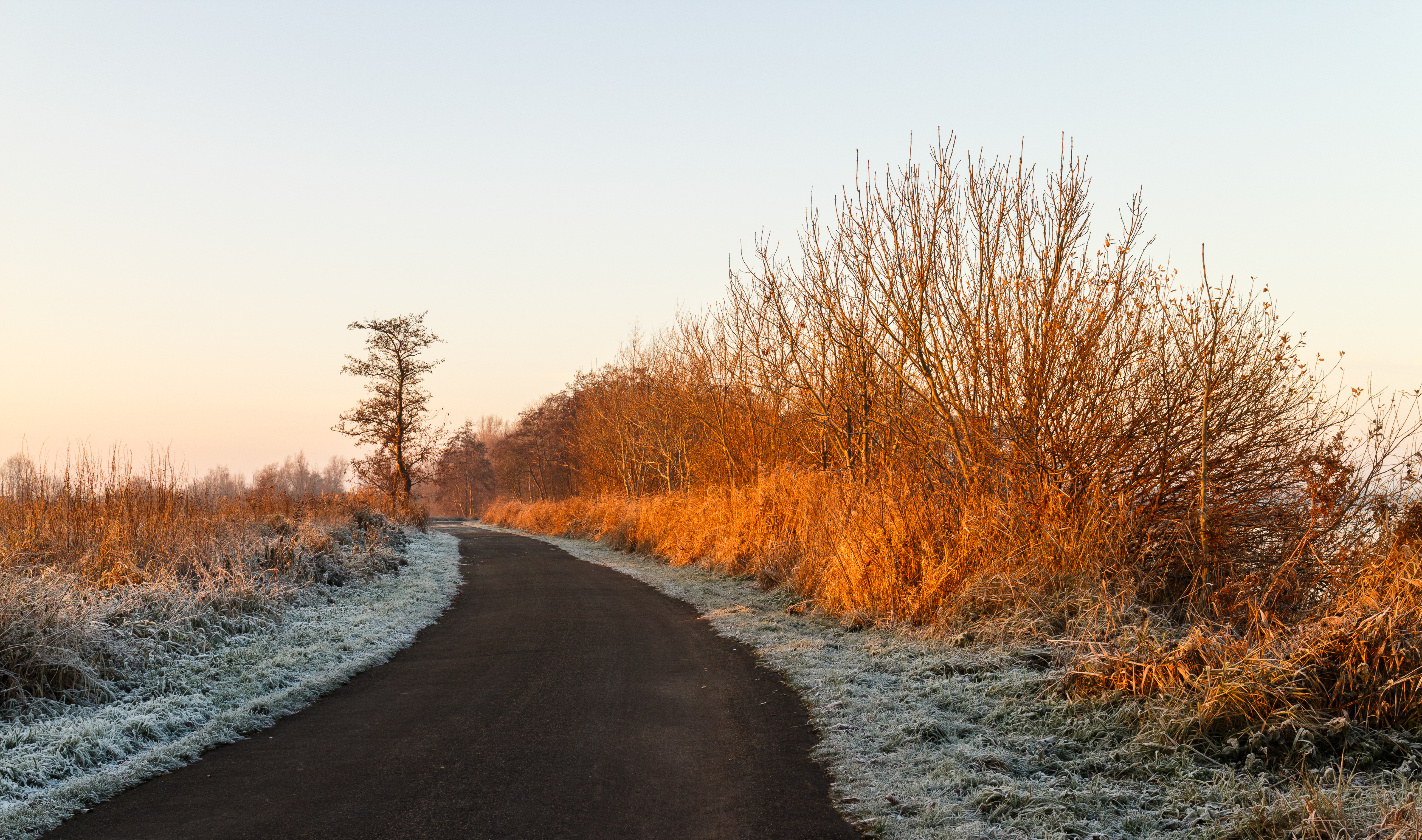
Stradina in inverno

De Fryske Marren (in olandese De Friese Meren) è una municipalità dei Paesi Bassi situata nella provincia della Frisia, ufficialmente istituita il 1º gennaio 2014 e consistente del territorio delle ex municipalità di Gaasterlân-Sleat, Lemsterland, Skarsterlân e parte di quella di Boarnsterhim, le quali hanno cessato di esistere lo stesso giorno. La nuova municipalità conta una popolazione di 51 447 abitanti ed una superficie di 549,06 km².